# Peliostomum
Peliostomum, biljni rod iz porodice strupnikovki smješten u tribus Aptosimeae, dio potporodice Myoporoideae.. Sastoji se od 6 ili 7 vrsta južnoafričkih polugrmova. 

## Opis
Rod je opisan u Edwards's Bot. Reg., 1836. 

## Vrste
1. Peliostomum calycinum N.E.Br.
2. Peliostomum junceum (Hiern) Kolberg & van Slageren
3. Peliostomum leucorrhizum E.Mey. ex Benth.
4. Peliostomum lugardiae N.E.Br. ex Hemsl. & Skan; ponekad uključena u P. leucorrhizum.
5. Peliostomum origanoides E.Mey. ex Benth.
6. Peliostomum virgatum E.Mey. ex Benth.
7. Peliostomum viscosum E.Mey. ex Benth.